# Stanlio & Ollio (serie animata)
Stanlio & Ollio (Laurel and Hardy) è una serie televisiva a cartoni animati prodotta nel 1966-1967 dalla Hanna-Barbera e dalla Larry Harmon Productions e basata sugli omonimi personaggi cinematografici interpretati dagli attori Stan Laurel e Oliver Hardy.
Harmon stava sviluppando la serie dal 1961, quando Stan Laurel era ancora vivo, tuttavia venne coinvolto molto poco.

## Produzione e diffusione
La serie è composta da 148 episodi prodotti fra il 1966 e il 1967 da Larry Harmon e David L. Wolper con le loro omonime società di produzione. I due personaggi vennero doppiati per la versione originale da Larry Harmon e Jim MacGeorge mentre per quella italiana da Marzio Margine e Luciano Tempesta.
In Italia la serie venne trasmessa dal 1968 al 1969 sul Programma Nazionale, per poi essere replicata più volte su altri canali.

## Caratterizzazione dei personaggi
Ollio è vestito di blu e Stanlio di rosso; entrambi portano sempre la bombetta nera in testa.

## Personaggi
- Stanlio (Stan Laurel)

Doppiato da: Larry Harmon (originale), Marzio Margine e Franco Latini (italiano)
- Ollio (Oliver Hardy)

Doppiato da: Jim MacGeorge (originale), Luciano Tempesta e Franco Latini (italiano)
- Stanvard
- Oliverd
- Crook
- Hurricane Hood

## Elenco degli episodi
1. Can't Keep a Secret Agent
2. Mutt Rut
3. How Green Was My Lawn Mower
4. Prairie Panicked
5. Missile Hassle
6. No Moose Is Good Moose
7. The Bullnick
8. High Fly Guys
9. False Alarms
10. Hillbilly Bully
11. Ball Maul
12. Handle With Care
13. You And Your Big Mouse
14. Sitting Roomers
15. Babes In Sea Land
16. Rome Roamers
17. Rocket Rreckers
18. Hot Rod Hardy
19. Knight Mare
20. Defective Story
21. Crash & Carry
22. Desert Knights
23. Tale Of A Sale
24. Fancy Trance
25. Suspect In Custody
26. Auto-Matic Panic
27. Shiver Mr. Timbers
28. Stand Out, Stand In
29. Big Bear Bungle
30. Shrinking Shrieks
31. Mounty Rout
32. Bond Bombed
33. What Fur?
34. Spook Loot
35. Camera Bugged
36. Plumber Pudding
37. Robust Robot
38. Vet Fleet
39. Copper Bopper
40. Feud For Thought
41. Love Me Love My Puppy
42. Squawking Squatter
43. Goofy Gopher Goof-Up
44. Sassy Sea Serpent
45. Wacky Quackers
46. Truant Ruined
47. Country Buzzin'
48. Naps & Saps
49. Bad Day In Baghdad
50. The Missing Fink
51. Always Leave 'Em Giggling
52. Badge Budgers
53. Two For The Crow
54. Good Hoods
55. Animal Shelter
56. Tragic Magic
57. Ring-A-Ding King
58. Ups & Downs
59. Beanstalk Boobs
60. Leaping Leprechaun
61. Tourist Trouble
62. The Genie Was Meanie
63. Mars Little Helper
64. Curfew For Kids
65. Lion Around
66. Shoot-Down At Sundown
67. Horse Detectives
68. The Two Musketeers
69. Ali Boo Boo
70. Ghost Town Clowns
71. Hurricane Hood
72. Ride And Seek
73. Tee Pee TV
74. Shoe-Shoe Baby
75. Train Strain
76. Monster Bash
77. Say Uncle Ants
78. Kitty Pity
79. Frigid-Ray-Gun
80. Southern Hospital-Ity
81. Frog Frolic
82. Shutter Bugged
83. Circus Run Aways
84. Witch Switch
85. Pie In The Sky
86. Slipper Slip-Up
87. Sign Of The Times
88. Two Many Cooks
89. Flea's A Crowd
90. Dingbats
91. We Clothe At Five
92. The Stone Age Kid
93. Quick Change
94. Whing Ding
95. Termite Might
96. Too Bee or Not to Bee
97. Mistaken Identi-Tree
98. Rodeo Doug
99. Pet Shop Polly
100. Laff Staff
101. Try And Get It
102. Riverboat Detectives
103. Unhealthy Wealthy
104. Honesty Always Pays
105. Plant Rant
106. Sky-High Noon
107. Get Tough
108. Handy Dandy Diary
109. Jumpin Judo
110. They Take The Cake
111. Gold Storage
112. Lots Of Bad Luck
113. Kangaroo Kaper
114. The Finks Robbery
115. Strictly For The Birds
116. Birds Of A Feather
117. Bird Brains
118. Switcheroony
119. Mechanical Mess-Up
120. Horsey Sense
121. Bowling Boobs
122. Dog Tired
123. Wayout Campers
124. Goofer Upper Golfers
125. My Friend The Inventor
126. Hard Day's Work
127. Sky-Scraper-Scape
128. Sleepy King
129. Fair Play
130. Fly Foot Flat Feet
131. Baboon Tycoon
132. A Real Live Wife
133. Wishy Washy Fishy Tale
134. Stuporman
135. Wheel And Deal Seal
136. Wolf In Sheep's Clothing
137. Lumber Jerks
138. That's Snow Biz
139. A Clothes Call
140. Boot Hill Bill
141. Stop Action Faction
142. Molecule Rule
143. Peek A Boo Pachyderm
144. Mummy Dummy
145. Nitey Knight
146. Fly Spy
147. Franken Stan
148. A Real Tycoon
149. Puppet Show Down
150. Madcap Mischief
151. Secret Agents 000
152. Flight Of The Bumble-Brains
153. Salt Water Daffy
154. From Wrecks To Riches
155. Truant Or Consequences
156. Flipped Van Winkles

### Episodi lingua italiana
L'ordine dell'edizione italiana non segue quella dell'originale.
1. Apicoltura
2. Uno strano inconveniente
3. Ride bene che ride ultimo
4. Operai specializzati
5. L'uccello migratore
6. Come è difficile riscuotere
7. Un vicino sfortunato
8. Ballare che passione
9. La strega stregata
10. Detectives privati
11. Armi giocattolo
12. Spionaggio specializzato
13. Caccia a stopper (Featherbrain and Roosterman)
14. Il pirata del fiume
15. Il solito pappagallo
16. Individui sospetti
17. Baby sitter
18. I trova monelli
19. Due teste valgono più di una
20. Hardy sceriffo
21. Astronauti di carnevale
22. Un pic-nic
23. Più naturale di così
24. Eroi malgrado tutto
25. Una dimostrazione professionale
26. Errori di identità
27. Principessa di sogno
28. La falciatrice pericolosa
29. Incerti del mestiere
30. Agente segreto 000
31. Agenti segreti
32. Alì Babà senza i quattro ladroni
33. Allegria
34. Al luna park
35. Al lupo al lupo
36. Al parco dei divertimenti
37. Alte aspirazioni
38. Amore a prima vista
39. Apprendisti boscaioli
40. Assicuratori assicurati
41. Astuta come una volpe
42. Attenti al genio
43. Autoipnosi
44. Bau bau al caldo
45. Benny il canguro
46. Caccia ai ladri
47. Caccia al drago
48. Cacciatori di professione
49. Campeggio che passione
50. Caro diario
51. Catturate Piè volante Joe
52. Cavaliere del deserto
53. Stanlio robot
54. Consegna a domicilio
55. Falso allarme
56. Febbre da cavallo
57. I burattinai
58. Cavaliere nero
59. Colpo grosso al museo
60. Controspionaggio
61. Dormire dolce dormire
62. Fantasmi nella città fantasma
63. Follie di uno scienziato folle
64. Gli assicuratori
65. I cugini di campagna
66. I due moschettieri
67. I gladiatori
68. Il calumet della pace
69. Il cavernicolo
70. Il divo della moto
71. Il ladro gentiluomo
72. Il rodeo vinto
73. Il rugginiere
74. Il trasformista
75. Incassa e porta a casa
76. I consigli dell'avo
77. Incidenti a catena
78. La controfigura e il suo agente
79. Il corvo dispettoso
80. Indossatrici specializzate
81. Intrepidi investigatori
82. Inviati speciali
83. L'abominevole uomo delle nevi
84. La cattura del robot
85. La disinfestazione
86. La gattina delicata
87. La grande caccia
88. La grande corsa
89. L'allegra brigata
90. La macchina del tempo
91. La pulce ammaestrata
92. Il circo marino
93. La miniera d'oro
94. La pianta carnivora
95. La spia congelata
96. La terribile termite
97. L'auto super spie
98. Lavaggio automatico
99. Le scarpe a reazione
100. Lezione di bowling
101. L'invisibile visibile
102. L'isola del teschio
103. L'onesta non paga mai
104. L'orso attore
105. Lotta non troppo sportiva
106. L'uomo di ferro
107. Magia a puntate
108. Medici delle piante
109. Metti un toro nel motore
110. Momenti di gloria
111. Non agitare
112. Non toccate lo stregone
113. Obiettivo spia
114. Proibito ridere
115. Prova di indistruttibilità
116. Reclute forzate
117. Robot
118. Scambio d'identità
119. Scambio di persona
120. Sonni movimentati
121. Talpe talpette
122. Uccello raro
123. Una bella partita a golf
124. Una bella sorpresa
125. Una festa di mostri
126. Una foto esclusiva
127. Una giornata di pesca
128. Una pantofolina di vetro
129. Una partita importante
130. Una perdita d'acqua
131. Una roulotte-ristorante
132. Un campeggio difficile
133. Un cane burlone
134. Un'esperienza elettrizzante
135. Un folletto ribelle
136. Un grazioso gattino
137. Un mestiere pericoloso
138. Uno sfratto difficile
139. Un ricordo di Cinzia
140. Un rospo ballerino
141. Uno strano pesce
142. Un terribile mal di denti
143. Un tipo sospetto
144. Il piccolo marziano
145. Il ritorno di superpollo
146. La pozione rimpicciolente
147. Un vero artista
148. Vita da pascià
149. Uragano
150. Venditori ambulanti
151. Viaggio nel futuro
152. Viaggio spaziale
153. Visita allo zoo
154. Vita da cani

## Edizione in DVD Italia
I DVD sono stati realizzati dalla Avo Film in 12 dischi singoli dalla durata di 50 minuti per disco.
1. Agenti segreti
2. Non agitare
3. Viaggio spaziale
4. Il cavaliere nero
5. Incassa e porta a casa
6. Falso allarme
7. Sfratto difficile
8. Una partita importante
9. La grande caccia
10. I gladiatori
11. Il cavaliere nel deserto
12. Autoipnosi